# Timofei Alexejewitsch Lapschin
Timofei Alexejewitsch Lapschin (russisch Тимофей Алексеевич Лапшин, koreanisch 티모페이 랍신 ; * 3. Februar 1988 in Krasnojarsk, Russische SFSR, Sowjetunion) ist ein russischer Biathlet, der seit 2017 für Südkorea startet. Er gab 2011 für sein Geburtsland sein Weltcupdebüt und erreichte in den Folgejahren zwei Staffelsiege sowie vier weitere Podestplätze. 2019 wurde er für Südkorea zweifacher Weltmeister im Sommerbiathlon.

## Sportliche Laufbahn

### Medaillen auf Juniorenebene
Timofei Lapschin begann 2008 beim Sportverein СДЮШОР №43, einer spezialisierten Kinder- und Jugendsportschule der olympischen Reserve (SDJuSchOR), in Moskau unter den Trainern N. Lopuchow und Alexei Lapschin, seinem Vater, mit dem Biathlon. Seine ersten internationalen Meisterschaften bestritt er 2009 bei den Juniorenweltmeisterschaften in Canmore und erreichte im Einzel den 46. Platz, in Sprint und Verfolgung den 13. Rang. Zudem gewann er mit Jewgeni Petrow, Pawel Magasejew und Alexei Wolkow im Staffelrennen die Silbermedaille. Bei den folgenden Junioreneuropameisterschaften lief der Russe in Sprint und Verfolgung unter die besten Zehn und siegte an der Seite von Nasir Rabadanow, Sergei Kugubajew und Alexei Wolkow im Staffelwettkampf. Zu Beginn der Saison 2009/10 gab Lapschin sein Debüt im IBU-Cup und wurde in Altenberg in seinem ersten Rennen dank fehlerfreier Schießleistung sofort Fünfter. Im zugehörigen Verfolgungsrennen fiel er nach elf Schießfehlern bis auf den 48. Platz zurück. In Duszniki-Zdrój nahm der Russe weiterhin an den Sommerbiathlon-Weltmeisterschaften 2010 teil. Im Sprint belegte er den zehnten Platz und konnte sich im darauf basierenden Verfolgungsrennen bis auf den zweiten Platz hinter Matej Kazár verbessern.

### Rasanter Aufstieg im Weltcup
Beim saisoneröffnenden Wettkampf des Winters 2010/11 gewann Lapschin mit dem Einzel von Martell seinen ersten IBU-Cup-Wettkampf. Nach weiteren Platzierungen in den Punkterängen nahm er an den Europameisterschaften teil und erreichte in allen drei Individualwettkämpfen die Top 10. Mit der Männerstaffel gewann er zudem hinter der deutschen Auswahl die Silbermedaille. Zu Beginn des Folgewinters startete der Russe in Hochfilzen erstmals im Weltcup. Dabei belegte er im Sprintrennen Rang 23 und verbesserte sich im Verfolger bis auf Platz 18, womit er auf Anhieb Weltcuppunkte gewann. Am gleichen Wettkampfort erreichte er schon eine Woche später im Sprint mit fehlerfreier Schießleistung den dritten Platz und stand somit erstmals auf dem Siegerpodest im Weltcup. Nach weiteren konstanten Resultaten stieg er im folgenden Februar in Kontiolahti erneut auf das Podest, wobei ihm auf den erstplatzierten Martin Fourcade lediglich acht Zehntelsekunden fehlten. Durch die Vorleistungen bekam Lapschin einen Startplatz im Einzel der Weltmeisterschaften 2012 und belegte den 14. Platz. Am Ende seiner Debütsaison belegte er den 26. Rang der Gesamtwertung, sein bis heute bestes Ergebnis.
In den folgenden zwei Jahren machte sich Lapschin vor allem auf der zweithöchsten Wettkampfebene einen Namen. Im Winter 2012/13 erreichte er bei 15 Rennstarts sechs Podestplatzierungen, darunter auch einmal mit der Staffel. Im Verfolgungsrennen der Europameisterschaften gewann er hinter Benedikt Doll und Vetle Sjåstad Christiansen die Bronzemedaille. Noch erfolgreicher agierte der Russe in der Folgesaison, Lapschin gewann in Obertilliach und Osrblie insgesamt drei Individualwettkämpfe und klassierte sich schlussendlich mit sieben Punkten Rückstand auf Landsmann Alexei Slepow auf dem zweiten Rang der IBU-Cup-Gesamtwertung. Zwei Weltcupstarts im Januar 2014 endeten mit Top-20-Platzierungen, für die Olympischen Spiele wurde er nicht nominiert. In der Saison 2014/15 war der Russe schließlich wieder konstanter Teil des Weltcupteams und erreichte im Januar in Oberhof im Sprint trotz Schießfehlers seinen dritten Podestplatz. Außerdem gelangen ihm, zunächst in Hochfilzen und ebenfalls in Oberhof, mit der Männerstaffel seine ersten und einzigen zwei Weltcupsiege. Daher bekam er nach drei Jahren wieder einen Startplatz bei den Weltmeisterschaften, kam aber bei seinen drei Starts nicht unter die besten 20. Im Folgewinter wurde der Russe nach mittelmäßigen Resultaten in den IBU-Cup versetzt und feierte auf dieser Ebene einen Sieg, Mitte Januar stieg er allerdings aus dem laufenden Wettkampfbetrieb aus.

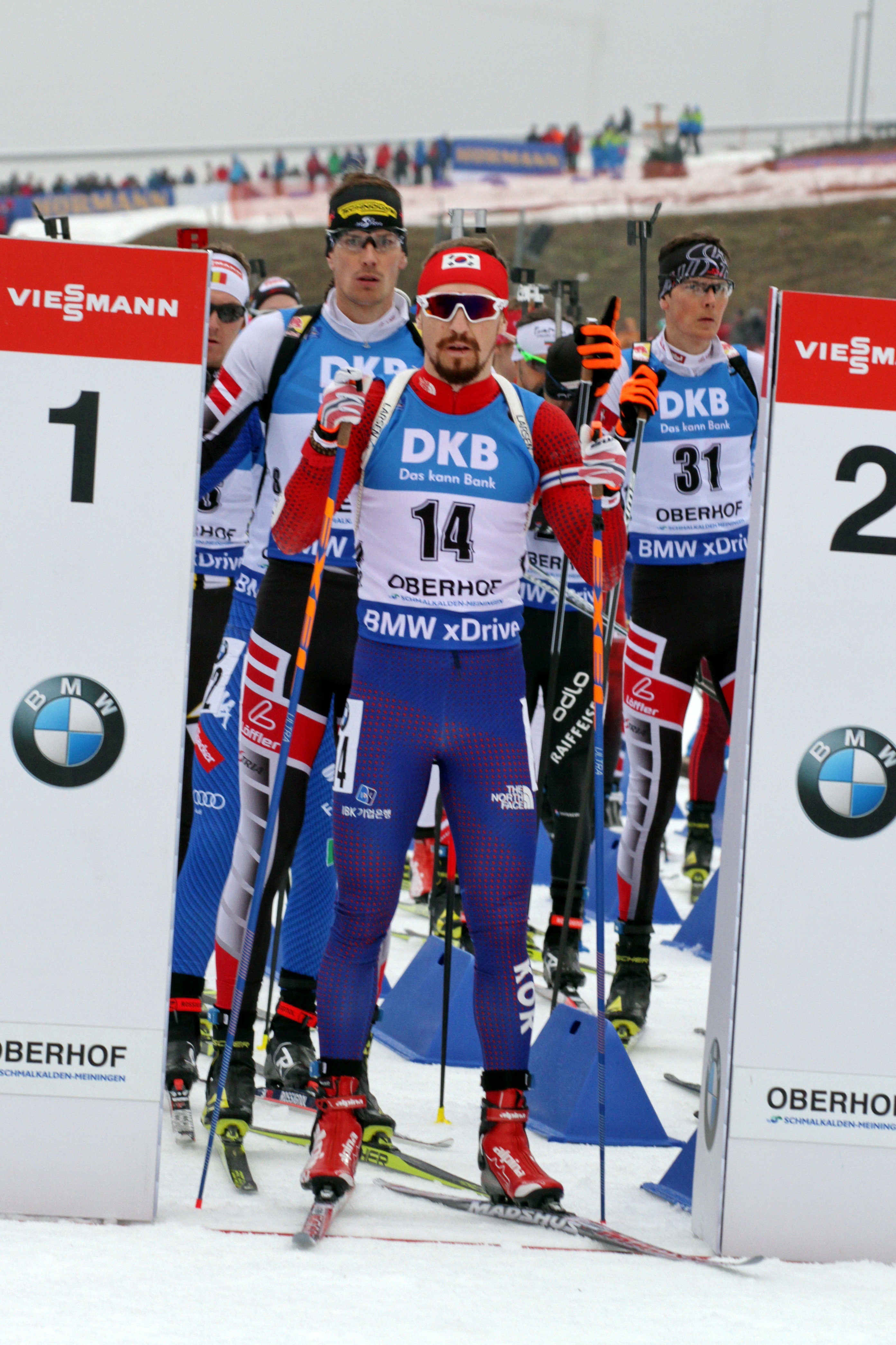
Lapschin beim Start des Verfolgungswettkampfes 2018 in Oberhof

### Nationenwechsel und Dopingsperre
In Vorbereitung auf die Folgesaison fand Lapschin keinen Platz in einem der russischen Nationalkader, nach Aussage des Athleten wohl nach Unstimmigkeiten mit der Verbandsführung. Da ein Karriereende nicht im Raum stand, entschied er sich dazu, zukünftig die Farben Südkoreas zu vertreten. Dies geschah auf Anfrage des südkoreanischen Wintersportverbandes im Hinblick auf einen möglichen Startplatz bei den Olympischen Spielen 2018 in Pyeongchang. Im Februar 2017 erhielt Lapschin gemeinsam mit seiner ehemaligen Teamkollegin Jekaterina Awwakumowa die südkoreanische Staatsangehörigkeit und konnte noch in der gleichen Saison wieder an Weltcuprennen teilnehmen.
Im Winter 2017/18 zeigte er mehrfach mit Top-20-Platzierungen auf, erreichte beim Sprintrennen in Le Grand-Bornand mit Platz acht das beste Ergebnis eines unter südkoreanischen Flagge startenden männlichen Biathleten, und nahm planmäßig an den Olympischen Winterspielen teil, in deren Rahmen er nach guten Leistungen den Massenstart erreichen konnte. 2018/19 verlief für Lapschin weniger erfolgreich; er startete nun deutlich öfter in Staffelrennen, wobei er sowohl mit der Männerstaffel als auch im Single-Mixed-Wettkampf, den er zumeist mit der ebenfalls neu eingebürgerten Anna Frolina bestritt, weit von potentiellen Podestplätzen entfernt blieb. Starke Leistungen zeigte der 31-Jährige bei den Sommerbiathlon-Weltmeisterschaften 2019 in Minsk-Raubitschy, in deren Rahmen er sowohl im Supersprint als auch im Sprint die Goldmedaille ergattern konnte. In der folgenden Weltcupsaison lief er wieder vermehrt in die Punkteränge, erreichte im Saisonverlauf einen Massenstart und belegte bei den Weltmeisterschaften 2020 im Sprint trotz zweier Fehler Rang 17. Mit Anna Frolina lief er auf der Pokljuka-Hochebene in Slowenien zudem auf den achten Platz und erzielte damit das beste Staffelresultat der koreanischen Biathlongeschichte.
Bei einer nachträglich überprüften Dopingprobe Lapschins aus dem Jahr 2013 wurde die verbotene Substanz Tuaminoheptan festgestellt. Aus diesem Grund wurde er am 23. September 2020 zunächst suspendiert und schließlich im April 2021 rückwirkend ab dem Datum der Suspendierung für insgesamt ein Jahr gesperrt. Sein Comeback gab er Ende November 2021 bei einem IBU-Cup-Sprint in Idre und belegte den zehnten Rang. Daraufhin wurde er sofort wieder in den Weltcupkader aufgenommen und überraschte in Le Grand-Bornand ebenfalls mit Platz zehn im Sprint. Auch nahm der Südkoreaner an den Olympischen Winterspielen 2022 in Peking teil, klassierte sich aber im hinteren Teil des Starterfeldes.

### Renaissance 2022 und 2023
In der Saison 2022/23 gelangen Lapschin einige herausragende Ergebnisse. Erneut in Le Grand-Bornand blieb er im Sprint am Schießstand fehlerfrei und erreichte überraschend Platz fünf. Nach dem Jahreswechsel folgten auf der Pokljuka die Ränge sieben im Sprint und neun in der Verfolgung. Zur Saisonhälfte befand er sich damit unter den besten 25 Athleten der Weltcupgesamtwertung. Bei den Weltmeisterschaften und im letzten Trimester ließ Lapschin drei weitere Top-40-Platzierungen folgen, ging jedoch krankheitsbedingt geschwächt an den Start und fiel so noch auf die 31. Position der Rangliste zurück. Sein Winter 2023/24 war von großer Inkonstanz geprägt. Klassierte er sich beim ersten Rennen der Saison noch als Viertletzter, verbesserte er sich in Oberhof und wurde 23. des Sprints sowie 20. der Verfolgung. Bei den Weltmeisterschaften 2024 bestritt der mittlerweile 36-jährige Athlet alle sieben Wettkämpfe, da er sich neben jeglichem Staffeleinsatz auch für den Massenstart der besten 30 qualifizieren konnte. Ein weiteres überzeugendes Ergebnis lieferte er als Zwölfter des Sprints in Soldier Hollow wenige Wochen später. Wie die gesamte südkoreanische Mannschaft lief Lapschin im Folgewinter nur im Dezember einige Weltcuprennen. Im Gegensatz zu einigen seiner Teamkollegen nahm er jedoch nicht an den Asienspielen teil, sondern trat die Heimkehr zu seiner Familie an.

## Leistungen in den Teildisziplinen
Lapschin gilt seit Beginn seiner Laufbahn als extrem schneller, aber durchschnittlich treffsicherer Schütze. Seine Fähigkeit, vor allem in Sprintrennen immer wieder am Schießstand fehlerfrei zu bleiben, half ihm dabei meist zu den guten Ergebnissen. Beispielsweise benötigte er beim Erreichen des zehnten Ranges bei seiner Weltcuprückkehr im Dezember 2021 in Le Grand-Bornand lediglich 39 Sekunden für beide Schießeinheiten, womit er über fünf Sekunden schneller als der zweitbeste Sportler war und seine mittelmäßige Kurszeit nahezu egalisieren konnte. Auf der Strecke stach Lapschin nie als herausragender Athlet hervor. Zu seinen Zeiten als Starter für den russischen Verband lief er über die Saisons gesehen etwas schneller als der durchschnittliche Athlet, seit 2017 ist er meist etwa 0,5 bis zwei Prozent langsamer als der Median.

## Persönliches
Lapschin ist seit 2016 mit der ehemaligen Biathletin Olga Abramowa verheiratet und seit Ende 2020 Vater einer Tochter. Er hat einen Wohnsitz in Südkorea, lebt aber hauptsächlich in seiner Geburtsstadt Krasnojarsk.

## Statistiken

### Weltcupsiege
| Nr. | Datum         | Ort        | Disziplin |
| --- | ------------- | ---------- | --------- |
| 1.  | 13. Dez. 2014 | Hochfilzen | Staffel 1 |
| 2.  | 8. Jan. 2015  | Oberhof    | Staffel 2 |

### Weltcupplatzierungen

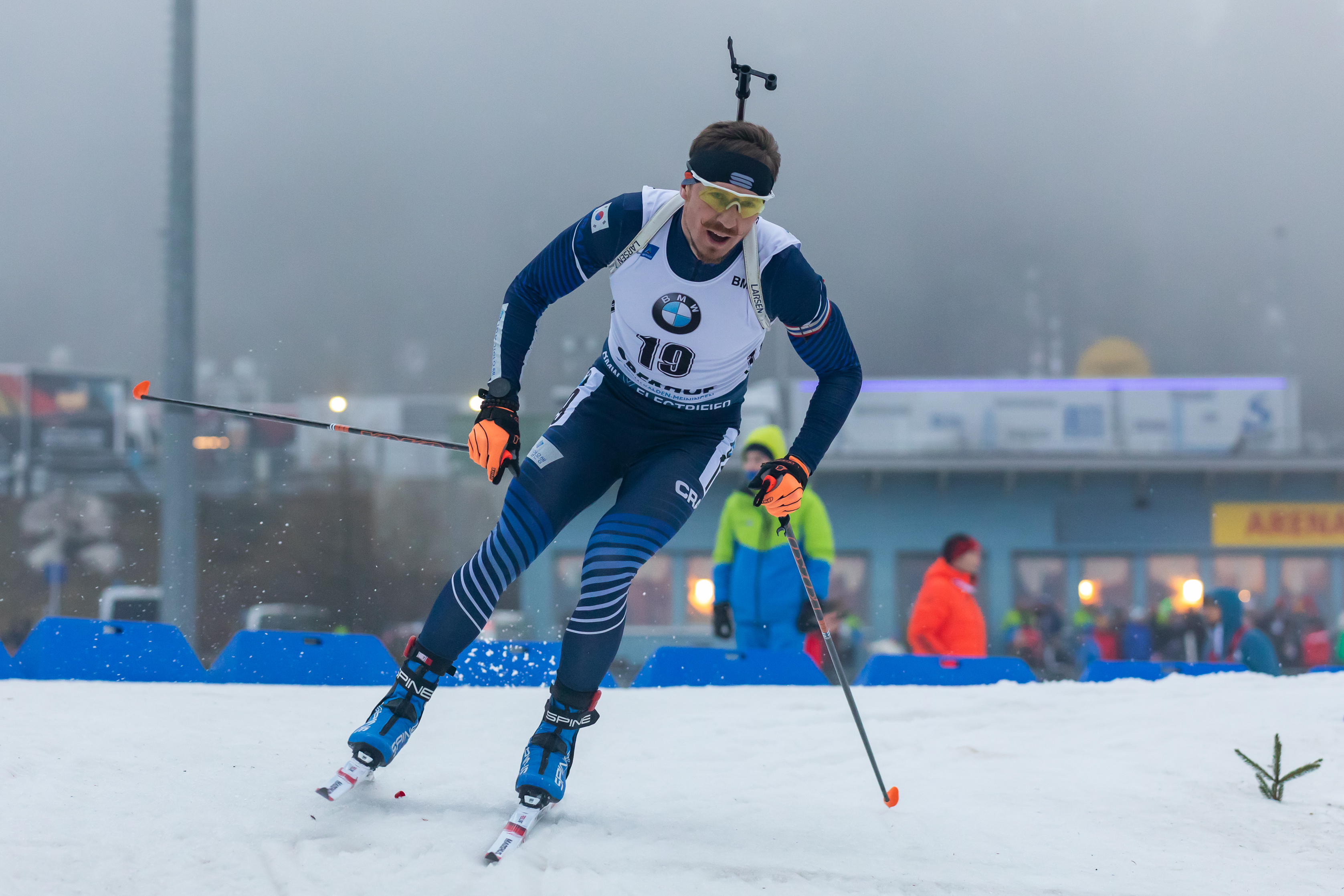
Lapschin im Januar 2020 in Oberhof

Die Tabelle zeigt alle Platzierungen (je nach Austragungsjahr einschließlich Olympische Spiele und Weltmeisterschaften).
- 1.–3. Platz: Anzahl der Podiumsplatzierungen
- Top 10: Anzahl der Platzierungen unter den ersten zehn (einschließlich Podium)
- Punkteränge: Anzahl der Platzierungen innerhalb der Punkteränge (einschließlich Podium und Top 10)
- Starts: Anzahl gelaufener Rennen in der jeweiligen Disziplin
- Staffel: inklusive Mixed- und Single-Mixed-Staffeln

| Platzierung               | Einzel | Sprint | Verfolgung | Massenstart | Staffel | Gesamt |
| ------------------------- | ------ | ------ | ---------- | ----------- | ------- | ------ |
| 1. Platz                  |        |        |            |             | 2       | 2      |
| 2. Platz                  |        | 1      |            |             |         | 1      |
| 3. Platz                  |        | 2      |            |             | 1       | 3      |
| Top 10                    |        | 7      | 2          | 2           | 6       | 17     |
| Punkteränge               | 3      | 33     | 26         | 12          | 42      | 116    |
| Starts                    | 15     | 65     | 38         | 12          | 43      | 173    |
| Stand: Saisonende 2024/25 |        |        |            |             |         |        |

### Weltcupwertungen
Ergebnisse bei Biathlon-Weltcups (Disziplinen- und Gesamtweltcup) gemäß Punktesystem:
| Saison  | Einzel | Einzel | Sprint | Sprint | Verfolgung | Verfolgung | Massenstart | Massenstart | Gesamt | Gesamt |
| Saison  | Platz  | Punkte | Platz  | Punkte | Platz      | Punkte     | Platz       | Punkte      | Platz  | Punkte |
| ------- | ------ | ------ | ------ | ------ | ---------- | ---------- | ----------- | ----------- | ------ | ------ |
| 2011/12 | 37.    | 27     | 23.    | 150    | 33.        | 85         | 26.         | 60          | 26.    | 322    |
| 2013/14 | –      | –      | 60.    | 25     | 55.        | 30         | –           | –           | 61.    | 55     |
| 2014/15 | 36.    | 28     | 30.    | 114    | 26.        | 104        | 25.         | 76          | 29.    | 322    |
| 2015/16 | –      | –      | 76.    | 13     | 70.        | 8          | –           | –           | 79.    | 21     |
| 2016/17 | –      | –      | 62.    | 23     | 51.        | 30         | –           | –           | 61.    | 53     |
| 2017/18 | –      | –      | 15.    | 175    | 50.        | 32         | 37.         | 20          | 30.    | 227    |
| 2018/19 | 64.    | 7      | 75.    | 11     | 81.        | 1          | –           | –           | 81.    | 19     |
| 2019/20 | –      | –      | 31.    | 70     | 34.        | 42         | 48.         | 2           | 44.    | 114    |
| 2021/22 | –      | –      | 53.    | 43     | –          | –          | –           | –           | 69.    | 43     |
| 2022/23 | –      | –      | 25.    | 96     | 35.        | 56         | 24.         | 65          | 31.    | 217    |
| 2023/24 | –      | –      | 40.    | 47     | 40.        | 35         | –           | –           | 44.    | 82     |
| 2024/25 | –      | –      | 70.    | 9      | –          | –          | –           | –           | 78.    | 9      |

### Olympische Winterspiele
Ergebnisse bei Olympischen Winterspielen:
|                                             | Einzelwettbewerbe | Einzelwettbewerbe | Einzelwettbewerbe | Einzelwettbewerbe | Staffelwettbewerbe | Staffelwettbewerbe |
| Einzel                                      | Sprint            | Verfolgung        | Massenstart       | Männerstaffel     | Mixedstaffel       |                    |
| ------------------------------------------- | ----------------- | ----------------- | ----------------- | ----------------- | ------------------ | ------------------ |
| Olympische Winterspiele 2018 \| Pyeongchang | 20.               | 16.               | 22.               | 25.               | –                  | –                  |
| Olympische Winterspiele 2022 \| Peking      | 76.               | 82.               | –                 | –                 | –                  | –                  |

### Weltmeisterschaften

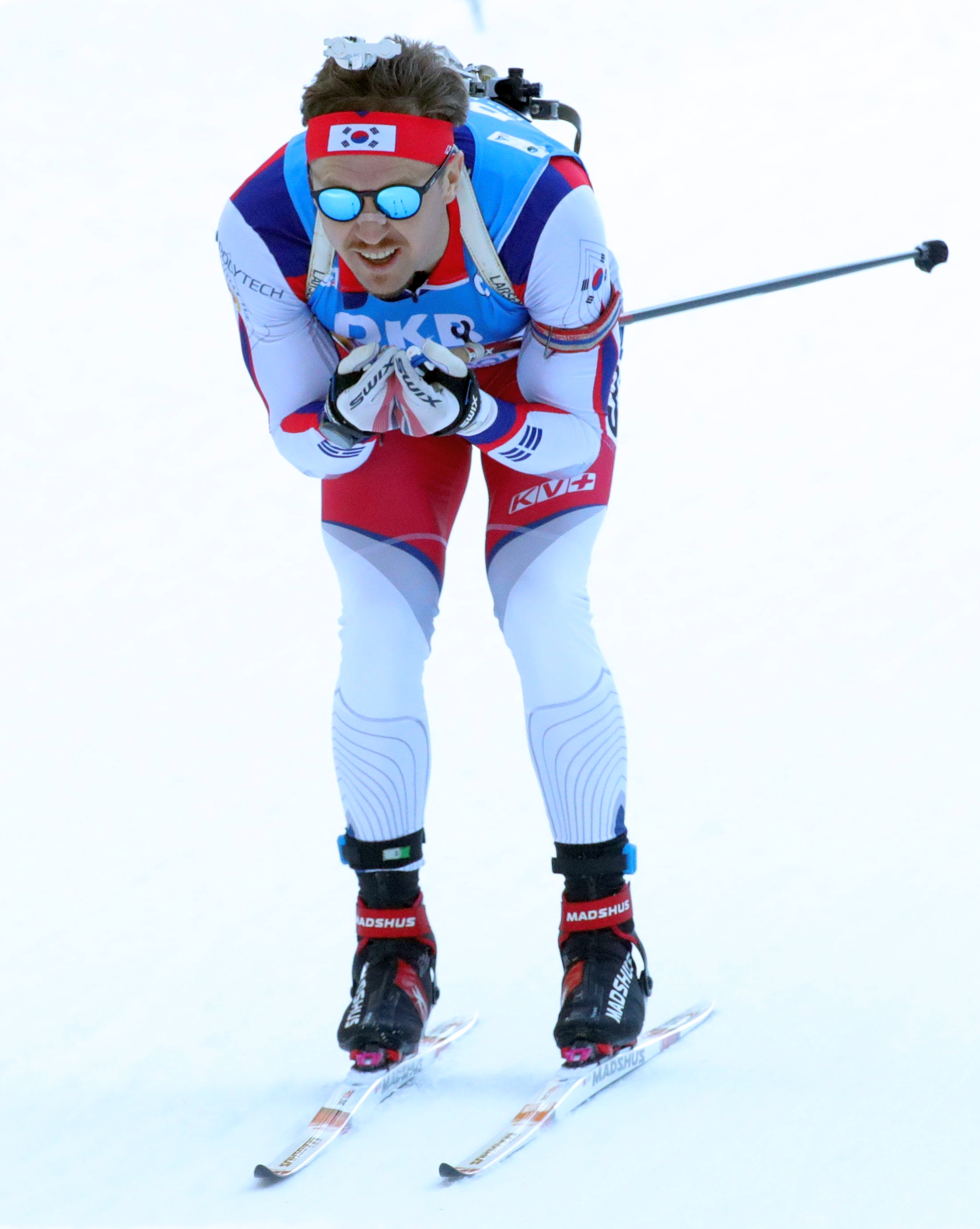
Lapschin beim Einzelrennen der Weltmeisterschaften 2023

Ergebnisse bei Weltmeisterschaften:
| Weltmeisterschaften | Weltmeisterschaften | Einzelwettbewerbe | Einzelwettbewerbe | Einzelwettbewerbe | Einzelwettbewerbe | Staffelwettbewerbe | Staffelwettbewerbe | Staffelwettbewerbe |
| Jahr                | Ort                 | Einzel            | Sprint            | Verfolgung        | Massenstart       | Männerstaffel      | Mixedstaffel       | S.-M.-Staffel      |
| ------------------- | ------------------- | ----------------- | ----------------- | ----------------- | ----------------- | ------------------ | ------------------ | ------------------ |
| 2012                | Ruhpolding          | 14.               | –                 | –                 | –                 | –                  | –                  | nicht ausgetragen  |
| 2015                | Kontiolahti         | 58.               | 27.               | 40.               | –                 | –                  | –                  | nicht ausgetragen  |
| 2019                | Östersund           | 34.               | 79.               | –                 | –                 | 26.                | 20.                | 20.                |
| 2020                | Antholz             | 58.               | 17.               | 50.               | –                 | 27.                | 27.                | 16.                |
| 2023                | Oberhof             | 66.               | 26.               | 38.               | –                 | –                  | 21.                | 25.                |
| 2024                | Nové Město          | 25.               | 30.               | 35.               | 30.               | 24.                | 25.                | 15.                |

### Juniorenweltmeisterschaften
Ergebnisse bei Juniorenweltmeisterschaften:
| Weltmeisterschaften | Weltmeisterschaften | Einzelwettbewerbe | Einzelwettbewerbe | Einzelwettbewerbe | Männerstaffel |
| Jahr                | Ort                 | Einzel            | Sprint            | Verfolgung        | Männerstaffel |
| ------------------- | ------------------- | ----------------- | ----------------- | ----------------- | ------------- |
| 2009                | Canmore             | 46.               | 13.               | 13.               | 2.            |

### IBU-Cup-Siege
| Nr. | Datum         | Ort          | Disziplin  |
| --- | ------------- | ------------ | ---------- |
| 1.  | 11. Dez. 2010 | Martell      | Einzel     |
| 2.  | 23. Nov. 2013 | Idre         | Sprint     |
| 3.  | 12. Dez. 2013 | Obertilliach | Sprint     |
| 4.  | 14. Dez. 2013 | Obertilliach | Verfolgung |
| 5.  | 9. Feb. 2014  | Osrblie      | Verfolgung |
| 6.  | 19. Dez. 2015 | Obertilliach | Sprint     |